# Набережная (Рязанская область)
Набережная — населённый пункт, входящий в состав Кипчаковское сельского поселения Кораблинского района Рязанской области.

## Географическое положение
Набережная находится в восточной части Кораблинского района, к юго-востоку от райцентра.
Ближайшие населённые пункты:
- село Кипчаково к юго-западу по грунтовой дороге;
- деревня Красная Горка к северу по грунтовой дороге.

## Природа
Восточнее деревни протекает река Ранова.
Южнее деревни ручей Ковыльня впадает в реку Ранову. Сам ручей находится в Поповом овраге (Стрекалиха), который растягивается на 6 километров. В месте впадения ручья в реку, в 2003 году образована — особо охраняемая природная территория— урочище «Лесостепная балка Ковыльная».

## Население
| 2010 |
| ---- |
| 1    |

## История
В списке селений 1925 года Набережной нет. 
В списке 1949 года указана деревня Набережная, в которой был организован колхоз «Вольный труд». 
В толковании названия деревни есть серьезное основание – она находится при реке Ранове, на берегу. В то же время следует иметь в виду, что в Ряжском уезде была пустошь Набереженская, которая пока не локализована.

## Инфраструктура
В деревне нет объектов инфраструктуры.